# Voo FedEx 705
Em 7 de abril de 1994, o voo Federal Express 705, um voo cargueiro doméstico operado por um McDonnell Douglas DC-10-30F transportando equipamentos eletrônicos de Memphis, Tennessee a San Jose, Califórnia, foi envolvido em uma tentativa de sequestro por Auburn R. Calloway. A acusação argumentou que o sequestrador estava tentando cometer suicídio. Calloway, um funcionário da Federal Express, enfrentava uma possível demissão por mentir sobre suas horas de voo. Ele embarcou no voo programado como standby (funcionário da companhia aérea que pode viajar de graça) carregando um violão escondendo vários martelos e uma lança. Ele pretendia desligar o gravador de voz da cabine da aeronave antes da decolagem e, uma vez no ar, matar a tripulação a marteladas para que seus ferimentos parecessem consistentes com um acidente em vez de um sequestro. No entanto, o CVR foi ligado novamente pelo engenheiro de voo, acreditando que ele havia esquecido de desligá-lo.
Calloway pretendia usar a lança como último recurso. Ele planejou derrubar a aeronave na esperança de parecer um funcionário morto em um acidente. Ele tentou permitir que sua família recebesse uma apólice de seguro de vida de US$ 2,5 milhões fornecida pela Federal Express. Os esforços de Calloway para matar a tripulação não tiveram sucesso. Apesar dos ferimentos graves, a tripulação lutou, conteve o sequestrador e pousou a aeronave com segurança.
Durante seu julgamento, Calloway alegou que tinha problemas mentais, mas não teve sucesso. Ele foi condenado por várias acusações, incluindo tentativa de homicídio, tentativa de pirataria aérea e interferência nas operações da tripulação de voo. Ele recebeu duas sentenças de prisão perpétua consecutivas. O acusado apelou com sucesso da condenação por interferência, que foi considerada um delito menor de tentativa de pirataria aérea.

## Tripulação de voo e sequestrador
Três membros da tripulação estavam na cabine neste voo em particular: o capitão David "Dave" Sanders, de 49 anos; O primeiro oficial James "Jim" Tucker, de 42 anos; e o engenheiro de vôo Andrew "Andy" Peterson, de 39 anos.
Também no avião estava Auburn Calloway, engenheiro de voo da FedEx de 42 anos, ex - aluno da Universidade Stanford e ex-piloto da Marinha e especialista em artes marciais, que enfrentava possível demissão por falsificação de horas de voo. Para disfarçar o sequestro como um acidente, sua família se beneficiaria de seus US$ 2,5 milhões (equivalente a US$ 4,3 milhões em 2019) da apólice de seguro de vida, Calloway pretendia assassinar a tripulação de voo usando força brusca. Para isso, ele trouxe a bordo dois martelos de garra, dois martelos de clube, uma lança e uma faca (que não era usada) escondidos dentro de uma caixa de violão. Ele também carregava consigo um bilhete escrito para sua ex-esposa "descrevendo o aparente desespero do autor". Pouco antes do vôo, Calloway havia transferido mais de US$ 54 000 (equivalente a US$ 93 100 em 2019) em títulos e cheques à sua ex-mulher.

## Tentativa de sequestro
Antes da decolagem, como parte de seu plano para disfarçar o ataque pretendido como um acidente, Calloway tentou desativar o gravador de voz da cabine (CVR) desligando seu disjuntor para interromper o fornecimento de energia ao equipamento. Durante as verificações pré-voo padrão, o engenheiro de voo Andy Peterson notou o botão do disjuntor na posição off e ligou-o antes da decolagem para que o CVR fosse religado. No entanto, se Calloway matasse os membros da tripulação com o CVR ainda ligado, ele simplesmente teria que voar por 30 minutos antes que qualquer gravação de voz incriminadora desaparecesse. 
Cerca de vinte minutos após a decolagem, enquanto a tripulação de vôo mantinha uma conversa casual, Calloway foi até a parte de trás para pegar suas armas e entrou na cabine de comando e começou o ataque. Todos os três membros da tripulação receberam várias marteladas. Peterson e o primeiro oficial Tucker sofreram fraturas no crânio e a artéria temporal de Peterson foi cortada. O golpe na cabeça de Tucker inicialmente o deixou incapaz de se mover ou reagir, mas ele ainda estava consciente. O capitão Sanders relatou que durante o início do ataque, ele não conseguia entender nenhuma emoção de Calloway, apenas "simplesmente um rosto em seus olhos".
Quando Calloway cessou seu ataque com o martelo, Peterson e Sanders começaram a se levantar para contra-atacar. Calloway deixou a cabine e se armou com uma lança. Ele voltou para a cabine e ameaçou todos para que se sentassem em seus assentos. Apesar de zumbir alto em seu ouvido e estar atordoado, Peterson agarrou a arma. Seguiu-se uma longa luta, enquanto Tucker, também um ex-piloto da Marinha, realizava manobras aéreas extremas com a aeronave. Ele puxou o avião para uma subida repentina de 15 graus, jogando Sanders, Peterson e Calloway para fora da cabine e para dentro da cozinha. Para tentar desequilibrar Calloway, Tucker então girou o avião para a esquerda, quase de lado. Isso rolou os combatentes ao longo da cortina de fumaça para o lado esquerdo da cozinha.
Eventualmente, Tucker rolou o avião quase de cabeça para baixo a 140 graus, enquanto tentava manter uma referência visual do ambiente ao seu redor através das janelas. Peterson, Sanders e Calloway ficaram "grudados" no teto do avião devido a diferença de gravidade. Calloway conseguiu recuperar o martelo e acertar Sanders na cabeça novamente. Só então, Tucker colocou o avião em um mergulho íngreme. Isso empurrou os combatentes de volta para a cortina do assento, mas as asas e os elevadores começaram a tremular. Nesse ponto, Tucker podia ouvir o vento batendo nas janelas da cabine. A 460 nós (851 km/h) o estabilizador horizontal do avião vibrou tanto que as superfícies de controle ficaram sem resposta devido ao fluxo de ar interrompido. Isso testou os limites de segurança da aeronave. Tucker percebeu que isso acontecia porque os aceleradores estavam com força total. Liberando sua única mão utilizável para puxar os manetes para marcha lenta, ele conseguiu tirar o avião do mergulho enquanto reduzia a velocidade.
Calloway conseguiu acertar Sanders novamente enquanto a luta continuava. O comandante do DC-10 estava perdendo as forças e Peterson estava sangrando muito devido a artéria rompida. Apesar de sua força diminuir, Sanders conseguiu agarrar o martelo da mão de Calloway e atacou-o com ele. Quando o avião estava completamente nivelado, Tucker relatou ao Memphis Center, informou-os sobre o ataque e solicitou um vetor de volta para Memphis. Ele solicitou uma ambulância e "intervenção armada", o que significa que queria que a SWAT invadisse o avião. 
A tripulação de voo finalmente conseguiu conter Calloway, embora apenas após momentos com o aparelho invertido e velocidade quase acima do som além das capacidades projetadas de um DC-10. Sanders assumiu o controle e Tucker, que já havia perdido o sentido do tato do lado direito do corpo, voltou para ajudar Peterson na contenção de Calloway. Sanders se comunicou com o controle de tráfego aéreo, preparando-se para um pouso de emergência no Aeroporto Internacional de Memphis. Enquanto isso, Calloway começou a lutar com a tripulação novamente.    
Muito carregado com combustível e carga, o avião se aproximava muito rápido e muito alto para pousar na pista 9. Um avião totalmente carregado pode se partir ao pousar nessas condições. Sanders informou ao controlador de tráfego aéreo para pousar na pista mais longa 36L. Ignorando as mensagens de alerta do computador de bordo e usando uma série de curvas fechadas que testaram os limites de segurança do DC-10, Sanders pousou o jato com segurança na pista com 16 toneladas acima de seu peso máximo de pouso. A essa altura, Calloway estava mais uma vez contido. As equipes de resgate e a polícia tiveram acesso ao avião por meio de um escorregador e a escada de emergência. Lá dentro, eles encontraram o interior da cozinha e da cabine coberto de sangue. Calloway foi então preso e retirado do avião.

## Consequências
A tripulação do voo 705 sofreu ferimentos graves. O lado esquerdo do crânio de Tucker foi gravemente fraturado, causando problemas de coordenação motora em seu braço e perna direitas. Calloway também havia deslocado a mandíbula do primeiro-oficial, tentou arrancar um de seus olhos e esfaquear seu braço direito. Sanders sofreu vários cortes profundos na cabeça e os médicos tiveram que suturar a orelha direita de volta no lugar. O crânio do engenheiro de voo Peterson foi fraturado e sua artéria temporal cortada. A própria aeronave sofreu danos no valor de US$ 800 000.
Calloway alegou insanidade temporária, mas foi condenado a duas sentenças consecutivas de prisão perpétua (crimes federais não estão sujeitos a revisão de pena) em 11 de agosto de 1995, por tentativa de homicídio e tentativa de pirataria aérea. Calloway, preso do Federal Bureau of Prisons # 14601-076, está preso na Penitenciária de segurança média dos Estados Unidos em Lompoc, no condado de Santa Bárbara, Califórnia, em junho de 2020.

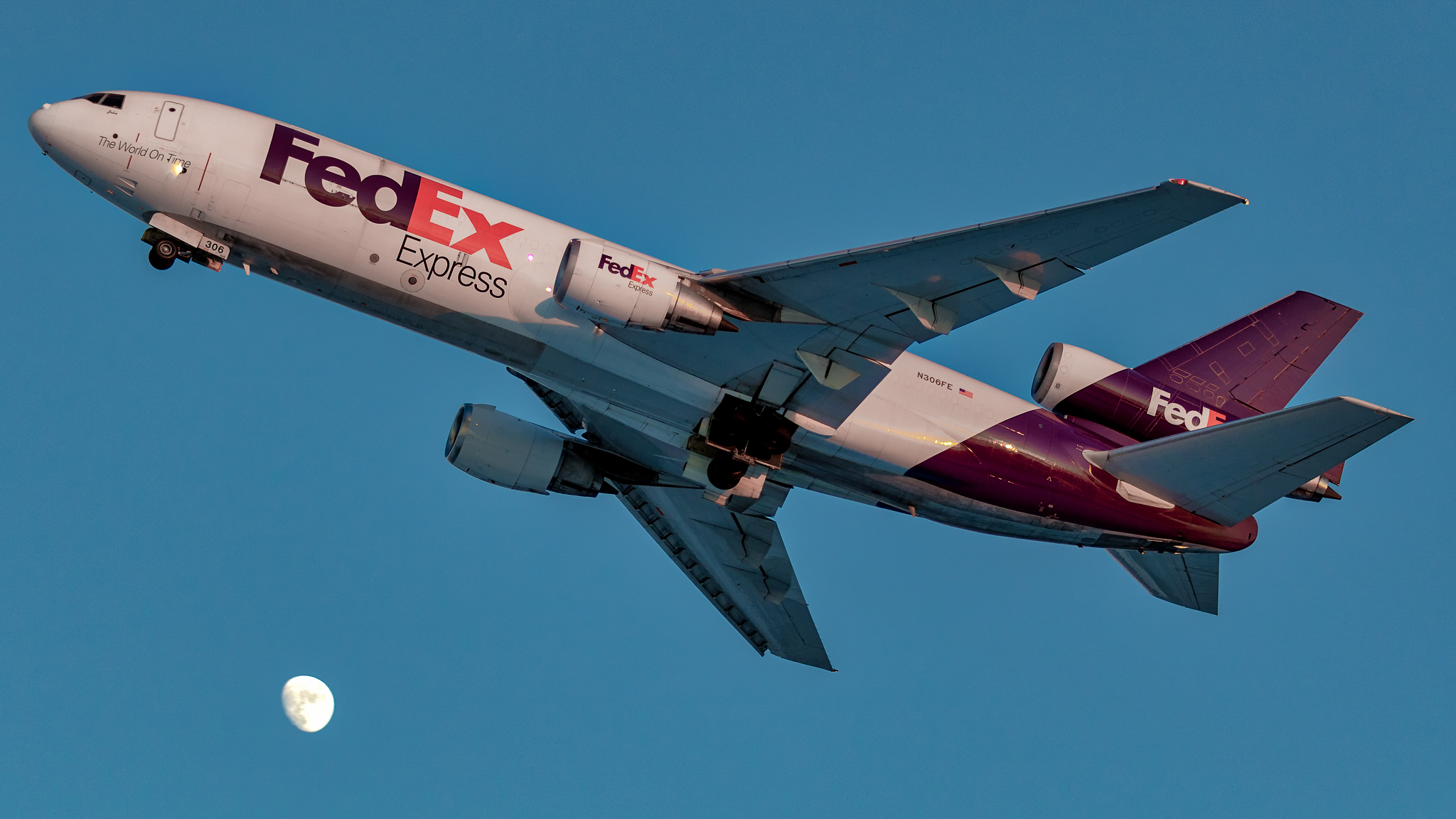
N306FE decolando do Aeroporto Internacional de Seattle-Tacoma em 30 de janeiro de 2015

Em 26 de maio de 1994, a Air Line Pilots Association concedeu a Dave Sanders, James Tucker e Andrew Peterson o Prêmio Medalha de Ouro por heroísmo, o maior prêmio que um piloto civil pode receber. Em 2004, dez anos após o incidente e devido à extensão e gravidade de seus ferimentos, nenhum membro da tripulação foi recertificado como clinicamente apto para voar comercialmente. No entanto, James Tucker se aposentou dos voos comerciais e retornou a fazer voos recreativos em seu Luscombe 8A em 2002.
Em agosto de 2020, a aeronave envolvida, N306FE, ainda permanece em serviço  como um DC-10 atualizado sem a posição de engenheiro de voo, embora a FedEx esteja em processo de descontinuação dos trijatos em favor do Boeing 767-300F. O avião voou pela primeira vez em 6 de dezembro de 1985 e foi entregue à FedEx em 24 de janeiro de 1986.

## Na cultura popular
A tentativa de sequestro do voo 705 foi apresentada em "Fight for Your Life", um episódio da 3ª temporada (2005) da série de TV canadense Mayday  (chamada Air Emergency and Air Disasters nos EUA, Mayday na Irlanda e Air Crash Investigation no Reino Unido e no resto do mundo), que incluiu entrevistas com a tripulação de voo. A reconstituição foi transmitida com o título "Suicide Attack" no Reino Unido, Austrália e Ásia. No Brasil o episódio foi transmitido com o nome de "Herói nas Alturas".
O sexto episódio da série de TV britânica Black Box (chamada de Survival in the Sky nos Estados Unidos), "Sky Crimes", também traz a tentativa de assumir o controle por áudio entre o controle de tráfego aéreo e a tripulação.
O livro Hijacked: The True Story of the Heroes of Flight 705, escrito por Dave Hirschman, foi publicado em 1997. 